# 朱载圳
景恭王朱載圳（1537年3月29日—1565年2月9日），明世宗第四子、母盧靖妃。嘉靖十八年（1538年），封景王。

## 生平
朱載圳贪婪蛮横而嘉靖帝性情暴躁，父子很不和睦，但嘉靖帝依然对儿子护短。時上止二子，長裕王載坖，次載圳。載坖母杜康妃無寵，而載圳母盧靖妃有寵，上惑於方士之說，不立太子，中外多憂疑。
嘉靖四十年二月（1561年），遣載圳往就藩德安府（今湖北省境），謠言始靖。最初剛到封地時就要求多給莊田，戶部討論後同意。荊州的沙市不在景王的申請範圍之內，景王府派了人去收租，知府徐學謨堅決不給，又在漢陽的劉家塥收取柴火稅，推官吳宗周堅持反對，結果二人都受到處分。其他土田湖陂被侵奪了數萬頃。
嘉靖四十四年（1565年），朱載圳病死，明世宗闻讯對首輔徐階說：「這個兒子一直想圖謀太子之位，現在死了！」
朱載圳無子，歸葬京師西山，妃妾都被诏回京城景王旧府邸居住，封國除。